# Nonyma apicespinosa
Nonyma apicespinosa là một loài bọ cánh cứng trong họ Cerambycidae.